# François Bracci
François Bracci (Beinheim, 31 ottobre 1951 – Alès, 28 dicembre 2023) è stato un allenatore di calcio e calciatore francese, di ruolo difensore. Suo padre era originario di Calcatoggio.

## Palmarès

### Giocatore

#### Competizioni nazionali
- Campionato francese: 1

Olympique Marsiglia: 1971-1972
- Coppa di Francia: 2

Olympique Marsiglia: 1971-1972, 1975-1976